# Szent Jeromos
Jeromos (teljes nevén latinul: Sophronius Eusebius Hieronymus (ógörögül: Ιερώνυμος) vagy egyháznevén Szent Jeromos, (Stridon, Dalmatia, 340-es évek – Betlehem, 419 vagy 420. szeptember 30.) a korai keresztény egyház teológusa, egyházatya. Ambrus, Hippói Ágoston és I. Gergely pápa mellett a negyedik késő antik egyháztanító. Az ortodox kereszténység is szentként ismeri el.
Egy ideig remeteként élt, majd pap lett. 383-ban I. Damáz pápa őt választotta a titkárának és felkérte, hogy fordítsa le latinra a négy evangéliumot. Amikor a pápa 384 decemberében meghalt, el kellett hagynia Rómát és Paula római nemesasszony társaságában visszatért Palesztinába. Itt 389 körül Betlehemben kolostort alapítottak. Élete utolsó 34 évében az Ó- és Újszövetség latin nyelvre való fordításának szentelte magát (→ Vulgata).
Bibliafordításán túl a keresztény erkölcsi életről szóló tanításairól volt ismert. Gyakran a nők életére összpontosított, és meghatározta, hogyan élje az életét egy Jézusnak magát átadó nő. Ez abból adódott, hogy szoros kapcsolatai voltak több népszerű női aszkétával, akik jómódú családból származtak.

## Élete

### Korai évek
A mai Horvátország területén, Stridonban, Csáktornya közelében született, jómódú keresztény családban.
Először Milánóban, majd Rómában a híres Aelius Donatus grammatikusnál tanult szónoklattant, filozófiát, grammatikát, latin nyelvet. Ebben az időben megtanult koiné görögül is, de még eszébe sem jutott a görög egyházatyák vagy bármely keresztény írás tanulmányozása. A nagyvárosi élet forgataga magával ragadta, jobban érdekelték a klasszikus költők, különösen Vergilius művei, Cicero és Platón filozófiai munkái, mint a Biblia. Rendkívül nagy klasszikus műveltségre tett szert. 
A legenda szerint álmában egy angyal kivette kezéből a könyveket, és az égi bíró színe elé vezette. Az álom hatására 366-ban ő is megkeresztelkedett. Róma, a birodalom fővárosa elbűvölte a vidéki ifjú lelkét.
Néhány év múlva Galliába ment, majd Trierben állapodott meg, és valószínűleg itt, egy kolostorban kezdett teológiával foglalkozni. Lemásolta barátja, Rufinus Tyrannius Szent Hilár Zsoltárokról írt kommentárjait és a De synodis (A gyülekezeti énekről) készített teológiai értekezéseit.  
373-ban csatlakozott egy jámbor csoporthoz Aquilejában, ami után zarándokútra indult a Szentföldre. 
Útközben két társa meghalt és ő maga is nem egyszer volt súlyos beteg.

### Remeteként
Az egyik betegsége alatt (valószínűleg 373-374 telén) látomása volt, ami arra késztette, hogy visszavonuljon a világtól. 374-379 között öt évet töltött remeteként. Aleppótól nem messze a szír-sivatagban, a keresztény remeték lazán szervezett közösségében telepedett le.
A szír khalkiszi sivatagban háromféle, világtól visszavonuló emberfajta élt.
Az elsőhöz csoportban élő szerzetesek tartoztak, – cenobiták – akik különféle mesterségek gyakorlásával biztosították maguknak a megélhetést.
Beljebb a pusztában éltek a magukba bezárkózók, a későbbi karthauziak módjára úgy, mindegyiknek külön kunyhója volt, de a karthauziak közös rendszabálya nélkül: mindegyik maga csinált magának életszabályt s a többitől függetlenül gyakorolta azt.
A sivatag harmadik csoportját a tulajdonképpeni remeték adták. Ezek a természet minden mostohaságával dacolva, egy-egy sziklaüregben élték a legszigorúbb önmegtagadások és önsanyargatások közt bűnbánó életüket. Ember hozzájuk alig vetődött. Akik ide jöttek, nem emberek társaságát keresték, hanem csak Istenét. Istent akarták meglátni és meghallani.
Barátja, Evagrius a rendelkezésére bocsátotta Maróniában lévő birtokát, amely körülbelül 45 km-re keletre volt Antiókhiától a Khalkisz felé vezető úton. 
Marónia a Dzsebel-Bārishā karsztos sziklafennsíkon vagy annak közelében található, Idlib kormányzóságban. A régióban régészetileg bizonyították a szerzetesek vagy remeték letelepedését.
Továbbra sem világos, hogy Marónia Jeromos remeteélete előtt vagy után szolgált-e szállásaként, vagy valóban nem egy barlangban vagy remetelakban töltötte éveit a sivatagban, hanem ezen a birtokon.
Jeromos érdekes módon úgy látta, hogy visszavonulása és anyagi lemondása összeegyeztethető teológiai továbbfejlődésével, oly mértékben, hogy teljes könyvtárát magával vitte sivatagi otthonába. 
Bőre a sivatagi nap hatására barnára sült, a földön aludt, és az a kevés férfi, akit időnként látott, szír bennszülött volt, akiknek nyelvét nem értette, kivéve amikor nagy ritkán Evagrius meglátogatta.
Ebben az időben kapcsolatban állt a régióban élő keresztényekkel, és úgy tűnik, ekkor kezdett érdeklődni a 2. századi héberek evangéliuma iránt. 
Talált egy keresztény hitre áttért zsidót is a khalkiszi sivatagban élő remeték között, és héber nyelvleckéket vett tőle. Nehéznek találta azonban megtanulni a héber ábécét és szókincset. Mivel a görög (a szír mellett) volt a közvetítőnyelv a visszavonulók körében, elmélyítette görög nyelvtudását, különös tekintettel a teológiai szókincsre. Ezután lefordította a názáreti evangéliumot. 
Egy monda szerint kihúzott egy tövist egy oroszlán talpából, amitől az állat megszelídült és hűséges kísérője lett. (A szentképeken gyakran ábrázolják Jeromost oroszlánnal.) Sok híres kép készült Szent Jeromosról, például Caravaggio festménye.

### Antiókhiában és Konstantinápolyban
378 táján visszatért Antiokheiába, ahol pappá szentelték. A laodiceai Apollinaris, az apollinarizmus mozgalom alapítója vezette be a bibliai egzegézisbe.
379-380-tól 382-ig Jeromost Konstantinápolyban találjuk. Nem egyértelmű, hogy miért volt itt. Egyes kutatók azt gyanítják, hogy a tudományos érdeklődés vezette Konstantinápolyba.  Itt találkozott Nazianzi Gergely és Nüsszai Gergely teológusokkal, és elkezdte fordítani Órigenész Bibliáról szóló műveit. Órigenésztől származtatta saját megközelítését a bibliai exegézishez, de később gyakran azzal gyanúsították, hogy osztja Origenész eretnek nézeteit.
Jeromos szerette hangsúlyozni, hogy Nazianzi Gergely, Konstantinápoly püspöke tanította a Biblia értelmezésére. Ugyanakkor 381 májusában megkezdődött a konstantinápolyi zsinat, de Jeromos nem említette írásaiban ezt a jelentős eseményt.

### Rómában és bibliafordítóként
Damáz pápa utasította, hogy térjen vissza Rómába.
Feltételezhető, hogy Damáz pápa beavatkozott a Földközi-tenger keleti részének egyházpolitikájába és talán még a császárral való konfliktust is megkockáztatta.
Jeromos Rómába való visszatérése kétségtelenül a konstantinápolyi zsinatból eredő konfliktusoknak köszönhető.
382-ben meghívták a római zsinatra. A görögül és latinul beszélő Jeromos fordításaival és bibliai ismereteivel nélkülözhetetlenné tette magát I. Damáz pápánál. Alkalmilag a pápa titkára lett, és tanácsot adott neki a zsinati konzultációk során.
A pápa egyben megbízta a „régi latin Biblia” (Vetus Latina) átdolgozásával. 384-re befejezte a négy evangélium latin szövegének átdolgozását a legjobb görög szövegekből. 
386 körül (miután elhagyta Rómát) elkezdte latinra fordítani a héber Ószövetséget. Jeromos fordítása előtt minden ószövetségi fordítás a görög Septuagintán alapult. Ezzel szemben Jeromos úgy döntött, más keresztények (köztük maga Ágoston) könyörgései ellenére a görög forrást használja a héber Ószövetség mellett. Ez egy figyelemre méltó döntés volt, amely utólag visszatekintve segített megerősíteni a Vulgata megkérdőjelezhetetlen hírnevét. Ennek a hozzávetőlegesen harminc évig tartó feladatnak az elvégzése volt Jeromos legfontosabb eredménye.
Rómában Jeromost nemes és jól képzett nők köre vette körül, köztük néhányan a legnemesebb patrícius családokból, mint például Lea, Marcella és Paula, valamint lányaik, Blaesilla és Eustochium.
Rómában a világi papság életét illető kíméletlen kritikája egyre nagyobb ellenségeskedést váltott ki ellene a papság és támogatóik körében.
Jeromos nem sokkal pártfogója, Damáz pápa halála után (384. december)  elvesztette szükséges védelmét és kénytelen volt elhagyni a római állását.

### Újra a Közel-Keleten
385 augusztusában visszatért Paulinianusz testvérével Antiokheiába. Paula és lánya, Eustochium később követték őket, mert a Szentföldön akartak letelepedni. 
A zarándokok, csatlakozva Paulinus antiochiai püspökhöz, meglátogatták Jeruzsálemet, Betlehemet és Galilea szent helyeit, majd Egyiptomba, az aszketikus élet nagy hőseinek (→ sivatagi atyák) hazájába mentek.

A további lelki fejlődés lehetőségét látva a Nitriai-sivatagban töltött egy kis időt, és megcsodálta az „Úr városának” számos lakójának fegyelmezett közösségi életét. 388 nyarának végén visszatért Palesztinába, és élete hátralévő részében egy Betlehem melletti remete cellában telepedett le. Bár a csendes, szemlélődő életnek szentelte magát, maradt körülötte néhány barát, férfiak és nők egyaránt (köztük Paula és Eustochium), akiknek papi vezetőjeként és tanítójaként működött.
A rátermett vallási közösség és Paula pazar gazdagsága lehetővé tette számukra, hogy egy kis kolostort alapítsanak, jól felszerelt könyvtárral, és szabadon foglalkozhassanak vallási, spirituális témákkal.
420 körül halt meg Betlehem közelében.

### Ereklyéi
Az eredetileg Betlehemben eltemetett maradványait állítólag később a római Santa Maria Maggiore-bazilika betlehemes kápolnájába szállították. V. Szixtusz pápa 1587-ben végzett felújítása során a Jeromos-ereklyék elvesztek, de 1750-ben állítólag újra előkerültek, amit XIV. Benedek megerősített. Ezután ezeket Máté evangélista állítólagos ereklyéivel együtt a Santa Maria Maggiore főoltára alá helyezték őket. 
Nyugaton más helyeken is tartottak tőle ereklyéket, köztük a nepi katedrális és az El Escorial kolostor, amelyek mindketten azt állították, hogy birtokolják a fejét.

## Fordításai, írásai

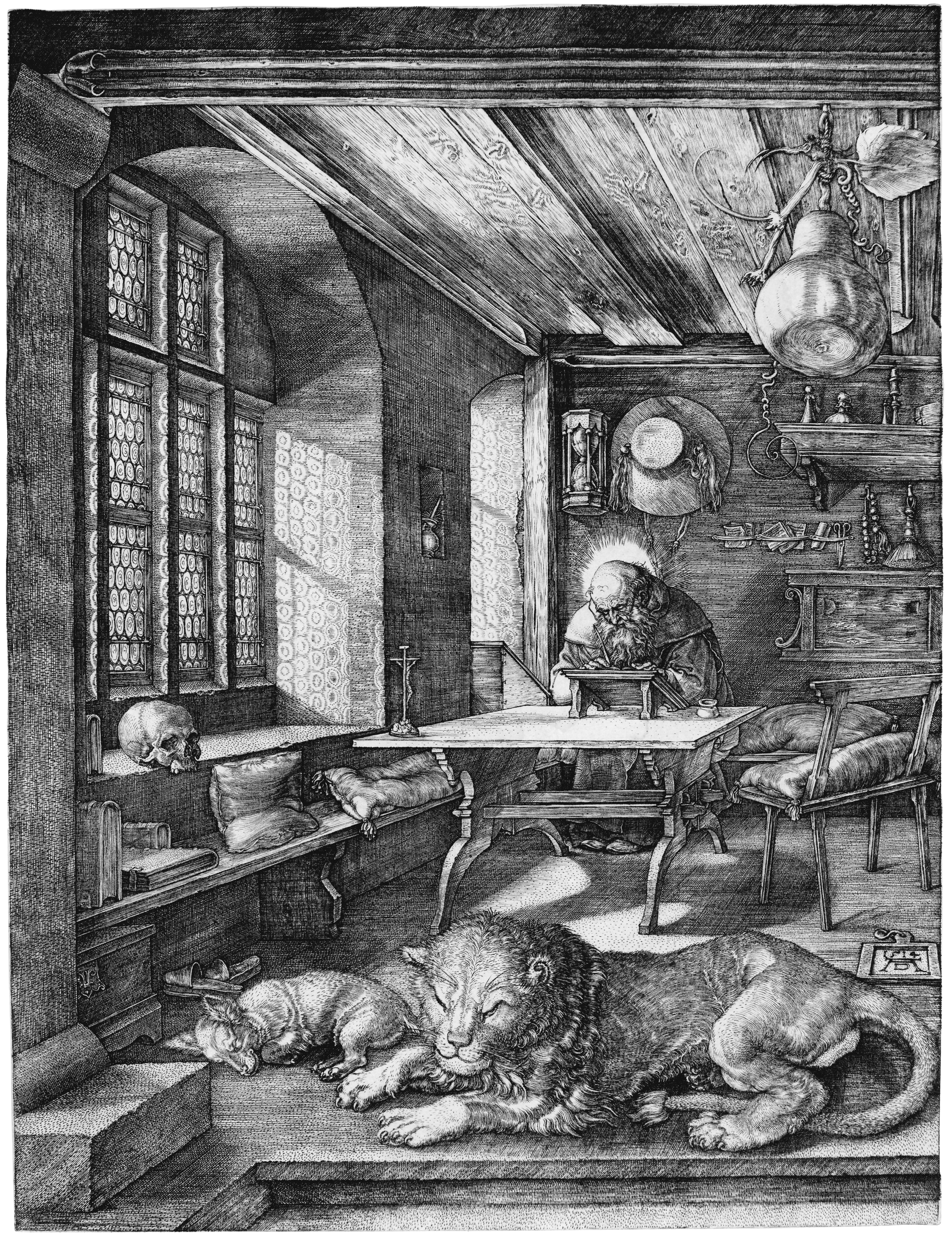
Albrecht Dürer képe

I. Damáz pápa kérésére átnézte az ólatin Bibliát, a Vetus Latinát, amit kb. a 2. század első felében fordítottak ólatinra. A helytelenül fordított részeket, betoldásokat kijavította az eredeti görög szöveg alapján. Az ily módon újrafordított Szentírást nevezték Vulgatának a 13. század óta. A Septuaginta (LXX) alapján hasonló módon javította Jeromos az ólatin zsoltároskönyvet, a Psalterium Romanumot.
Palesztinában olvasta Órigenész Hexapláját. Ennek alapján korrigálta a zsoltároskönyvet, amelyet Psalterium Gallicanumnak neveznek, mert a galliai egyház használta.
385-től kezdődően héber eredetiből fordította az Ószövetség egyes részeit (Jób könyvét, az Énekek énekét, a Prédikátor könyvét, a Példabeszédek könyvét és a Krónikák első és második könyvét).
Fáradhatatlanul harcolt a téves, eretnek gondolatok ellen és megírta a Párbeszéd a luciferiánusok és az ortodoxok között, valamint a Helvidius ellen című vitairatait. 
A luciferiánusok elleni „Párbeszéd” egy szakadár csoporttal foglalkozik, amelynek alapítója Caralisi Szt. Lucifer, a szardíniai Cagliari püspöke.
Rendkívül sokat dolgozott. A fordításokon kívül jegyzeteket, kommentárokat készített bibliai írásokhoz. 117 levele beszámol a korabeli eseményekről és írókról (De viris illustribus).
Lefordította Kaiszareiai Euszebiosz Onomasztikonját (A héber helységek nevei és fekvése) és a Khronikonját is. Ez utóbbit kiegészítette és 378-tól folytatta. Megszületett a latin kereszténység első történeti műve, amit nem sikerült befejeznie.
Fordítási munkáját és különösen a Szentírás korrekcióját sokan ellenezték, többek között egykori barátja, Tyrannius Rufinus. Hippói Szent Ágoston sem tanácsolta a Vulgata használatát, de elismerően szólt Jeromosról. Még kb. kétszáz évig párhuzamosan használták a két Bibliát. A 7. sz végétől kezdve a Vulgata kiszorította a Vetus Latinát.

## Ábrázolása a festészetben
Szent Jeromos alakja megihlette a legnagyobb festőművészeket. Gyakran ábrázolják a festészetben könyvvel és tollal, néha barlangokban vagy a természetben jelenítik meg. Nagyon gyakran ábrázolják a szentet egy dolgozószobában, ez betekintést nyújt az elmúlt korok berendezésébe, eszközeibe és szokásaiba. A dolgozószobákat rendszerint úgy ábrázolták, ahogy az adott korban épp kinéztek. Az oroszlán általában egy motívum, ami feltűnik az ábrázolásokon Szent Jeromos mellett. Szent Jeromos általában piros vagy sötétvörös ruhát visel, széles karimájú kalappal, ami hozzátartozik a bíboros öltözetéhez.

Szent Jeromos
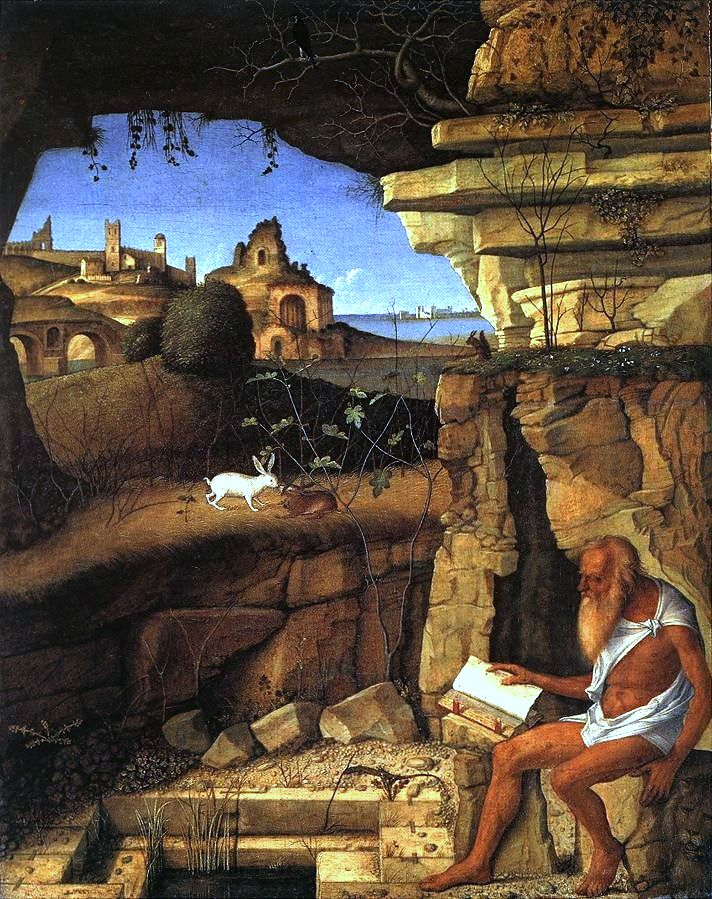
Giovanni Bellini
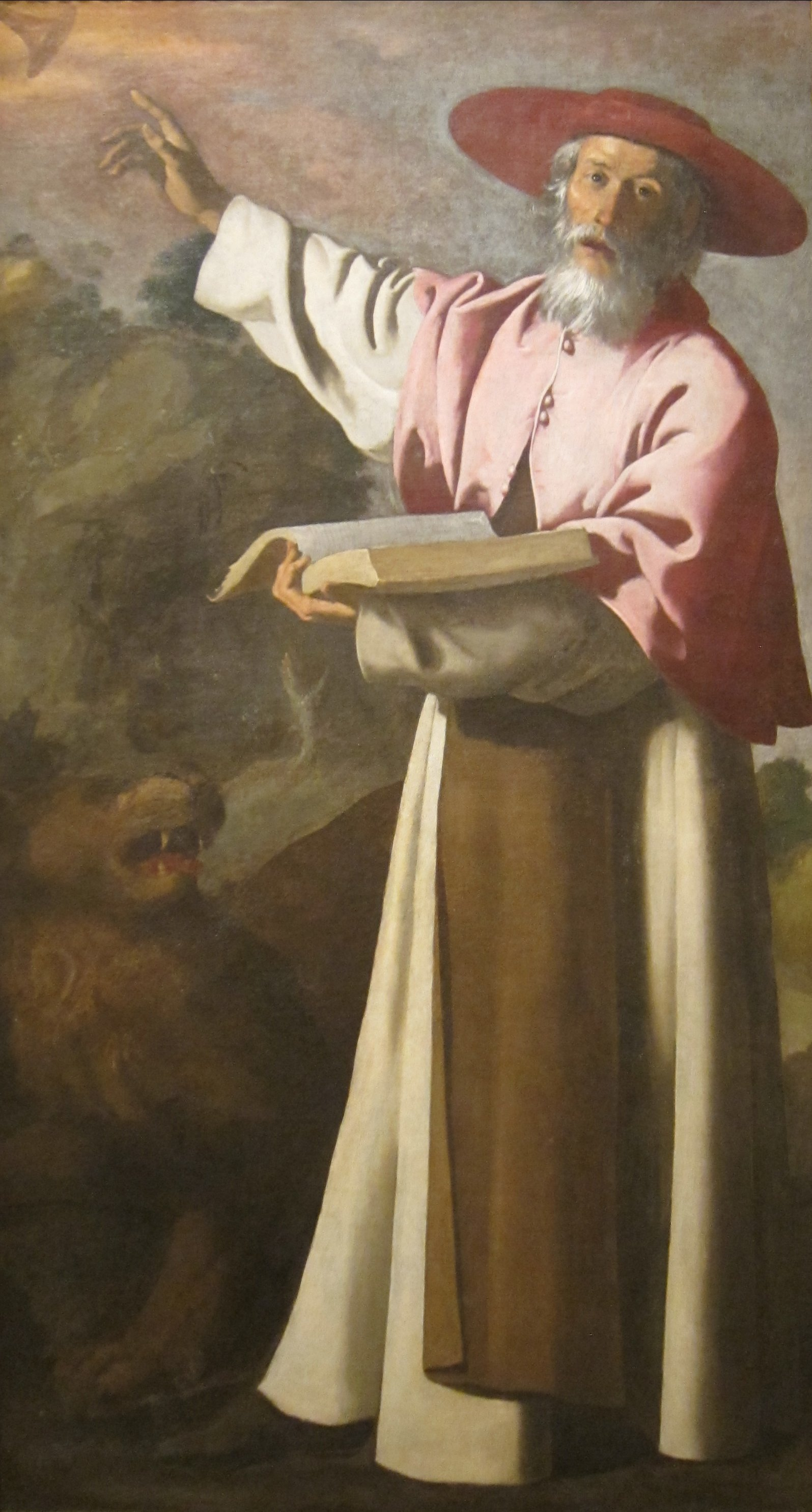
Francisco de Zurbarán
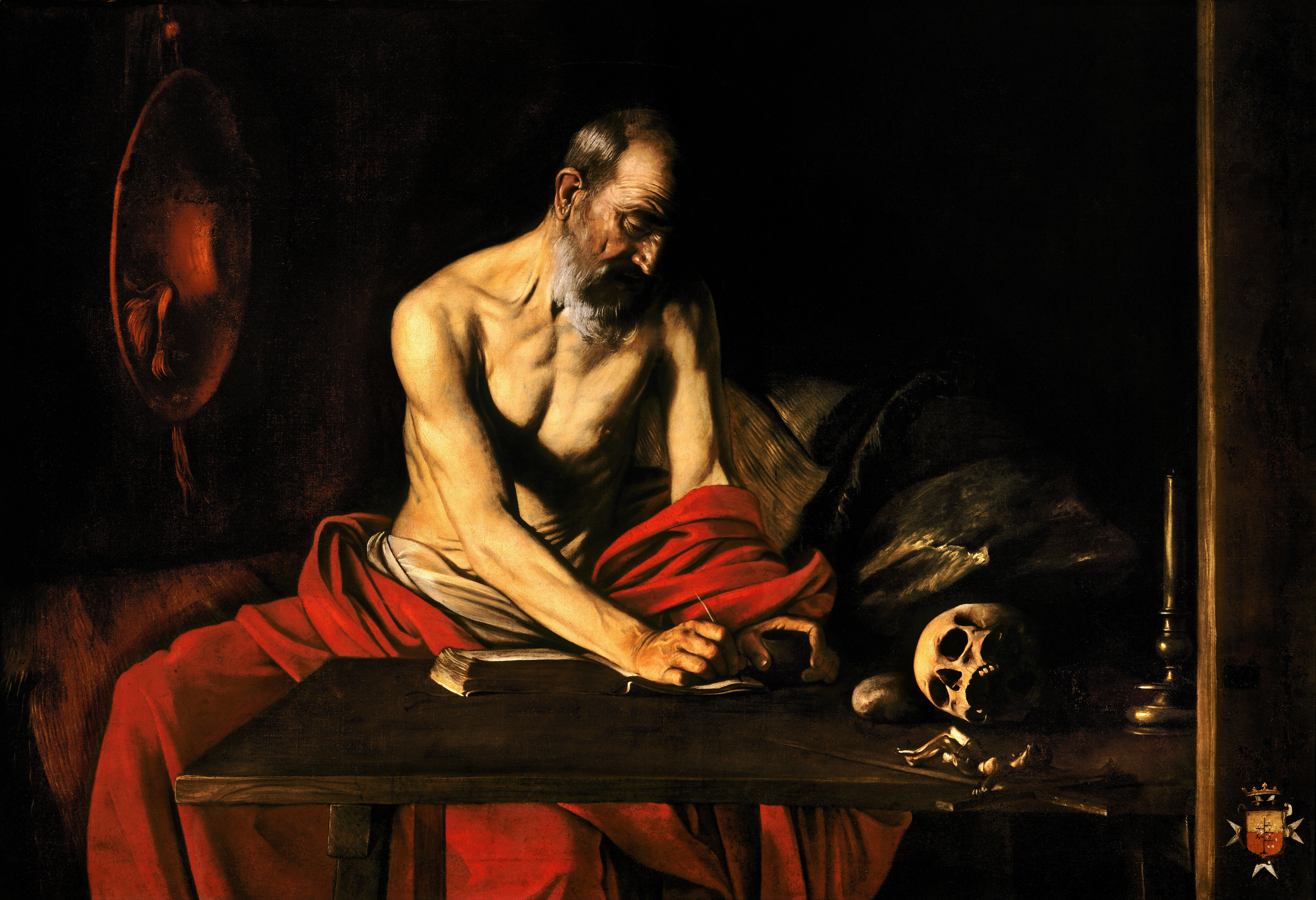
Caravaggio
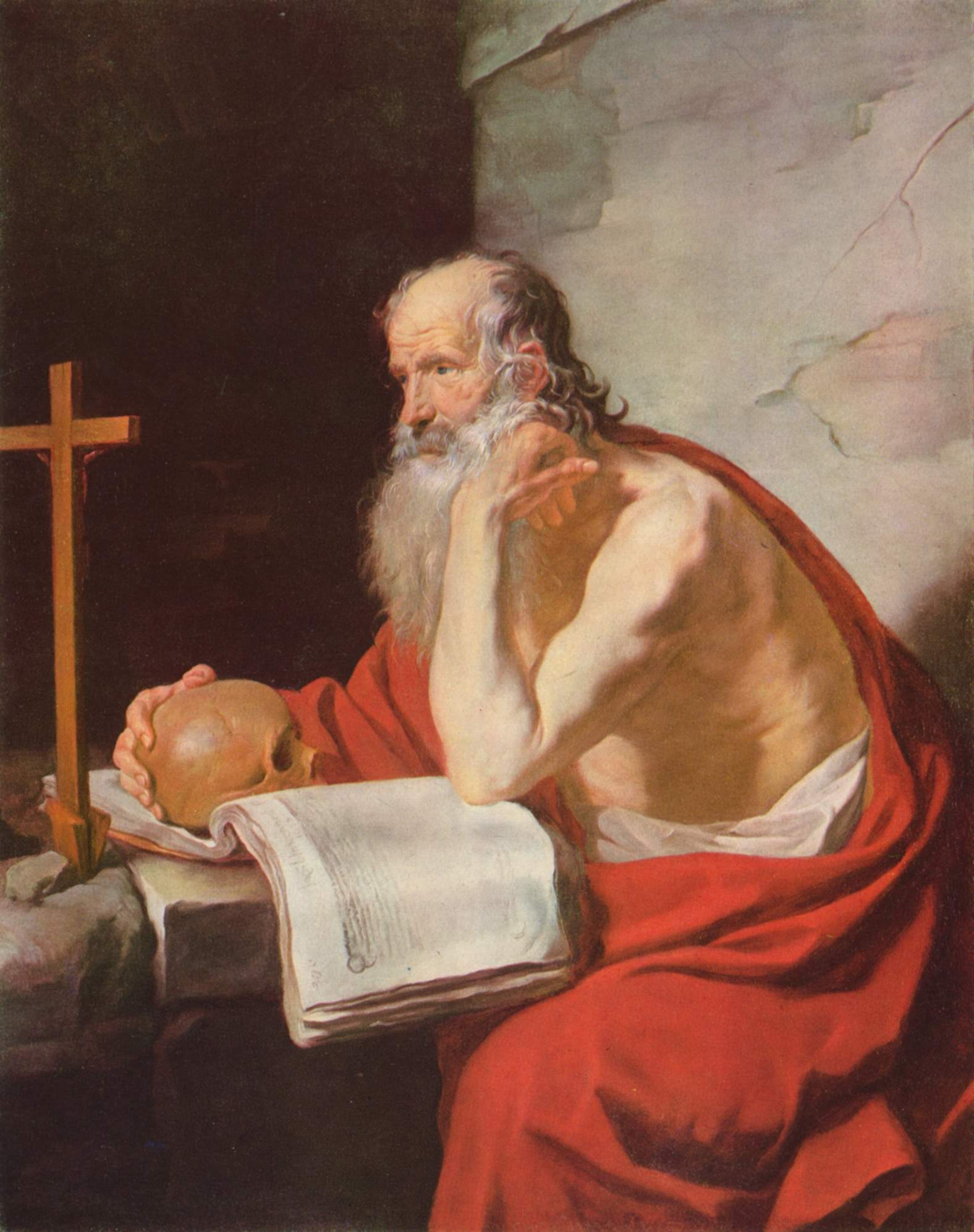
Jacques Blanchard (1632), Szépművészeti Múzeum (Budapest)
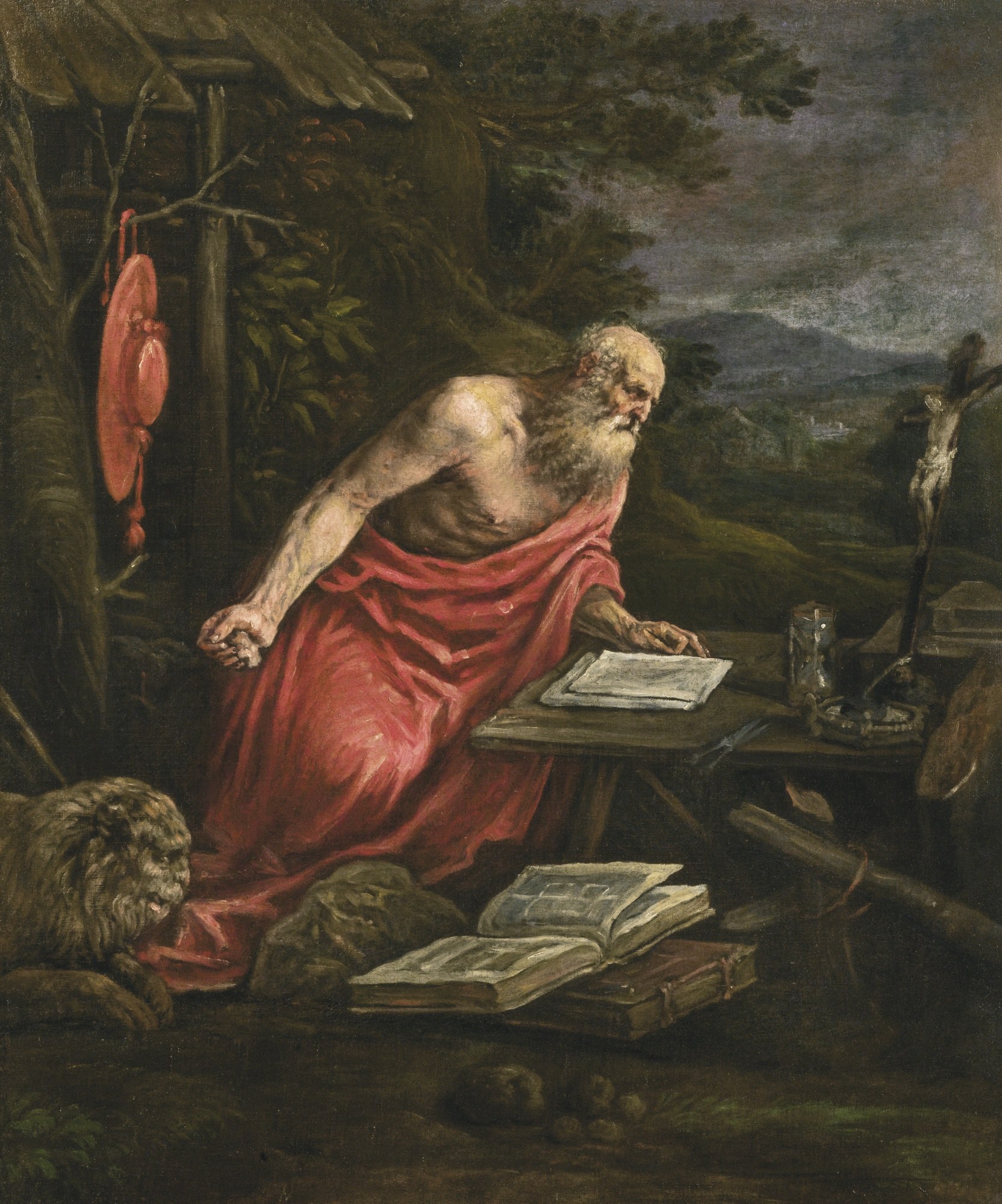
Francesco Bassano
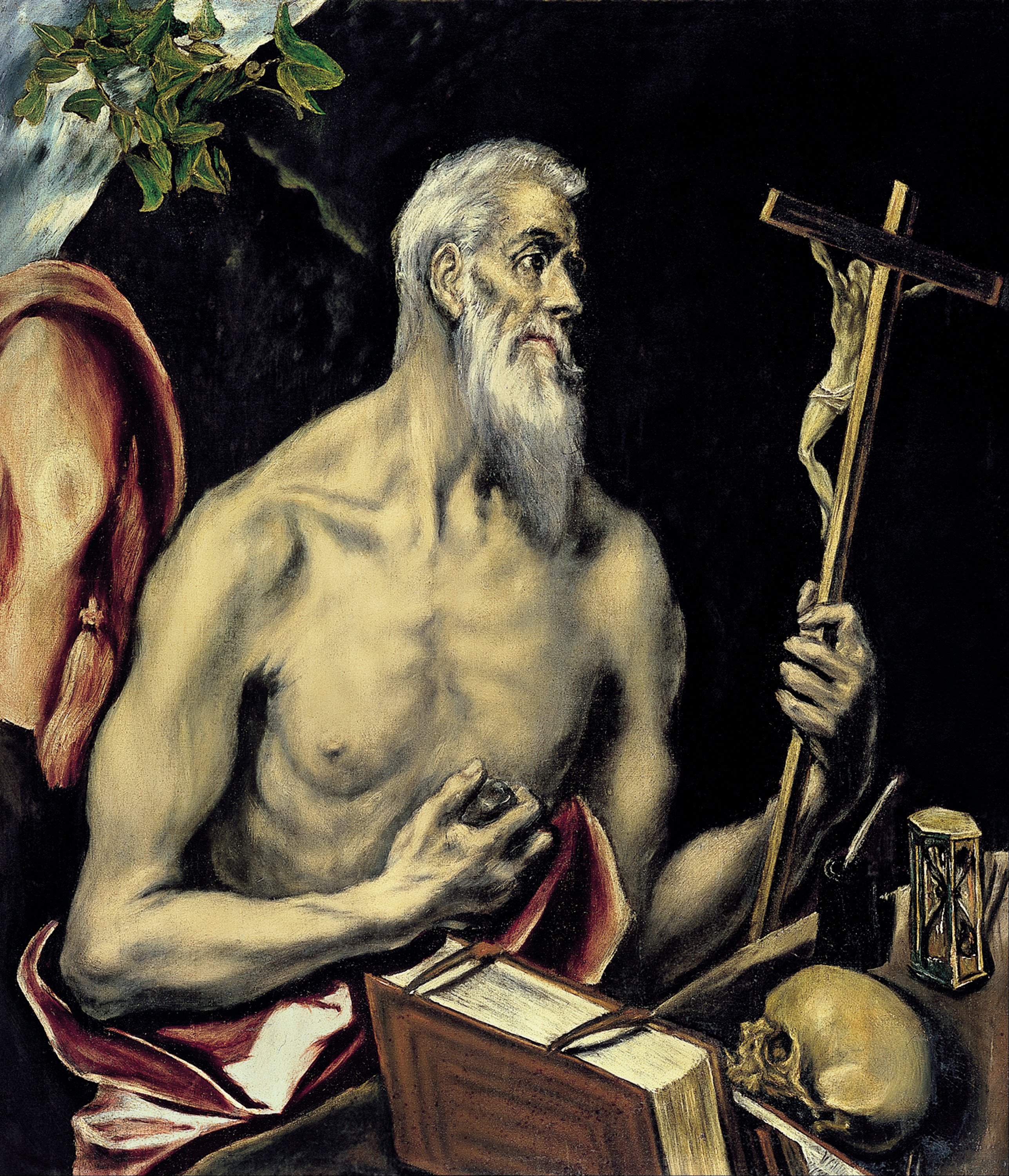
El Greco
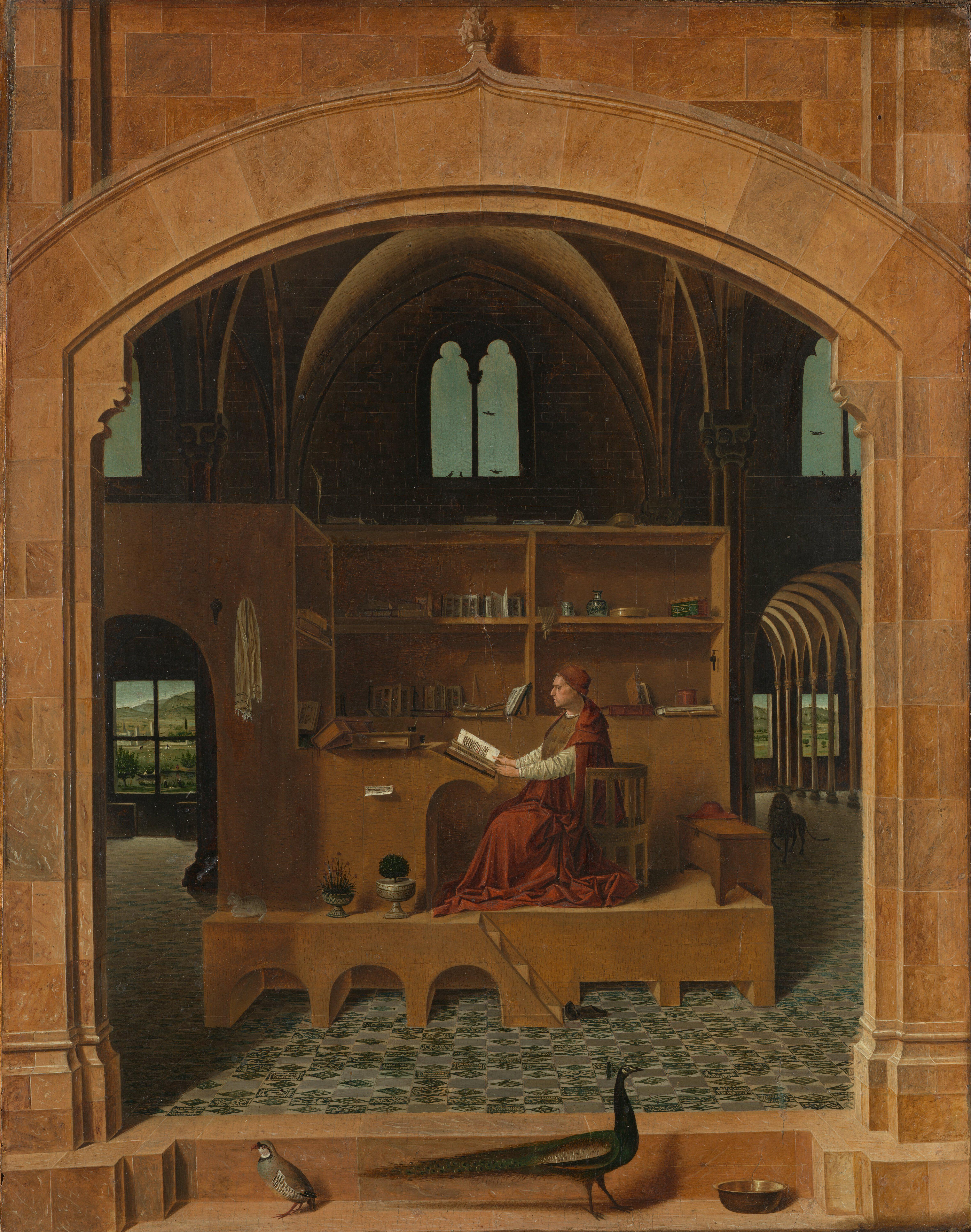
Antonello da Messina
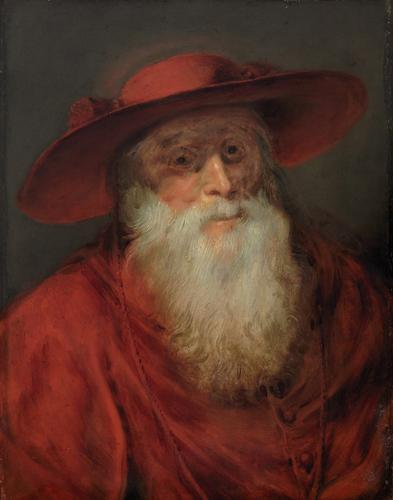
Peter Paul Rubens
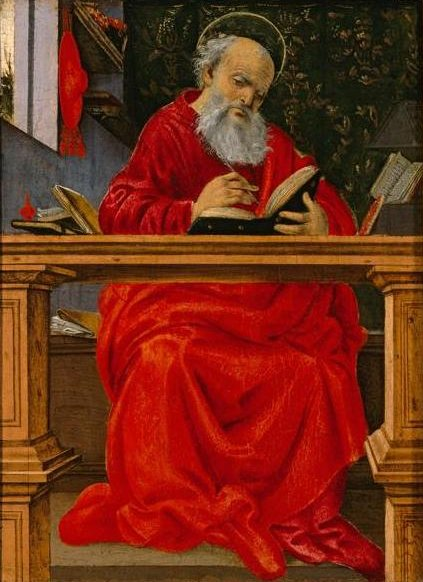
Filippino Lippi (1493 k.)
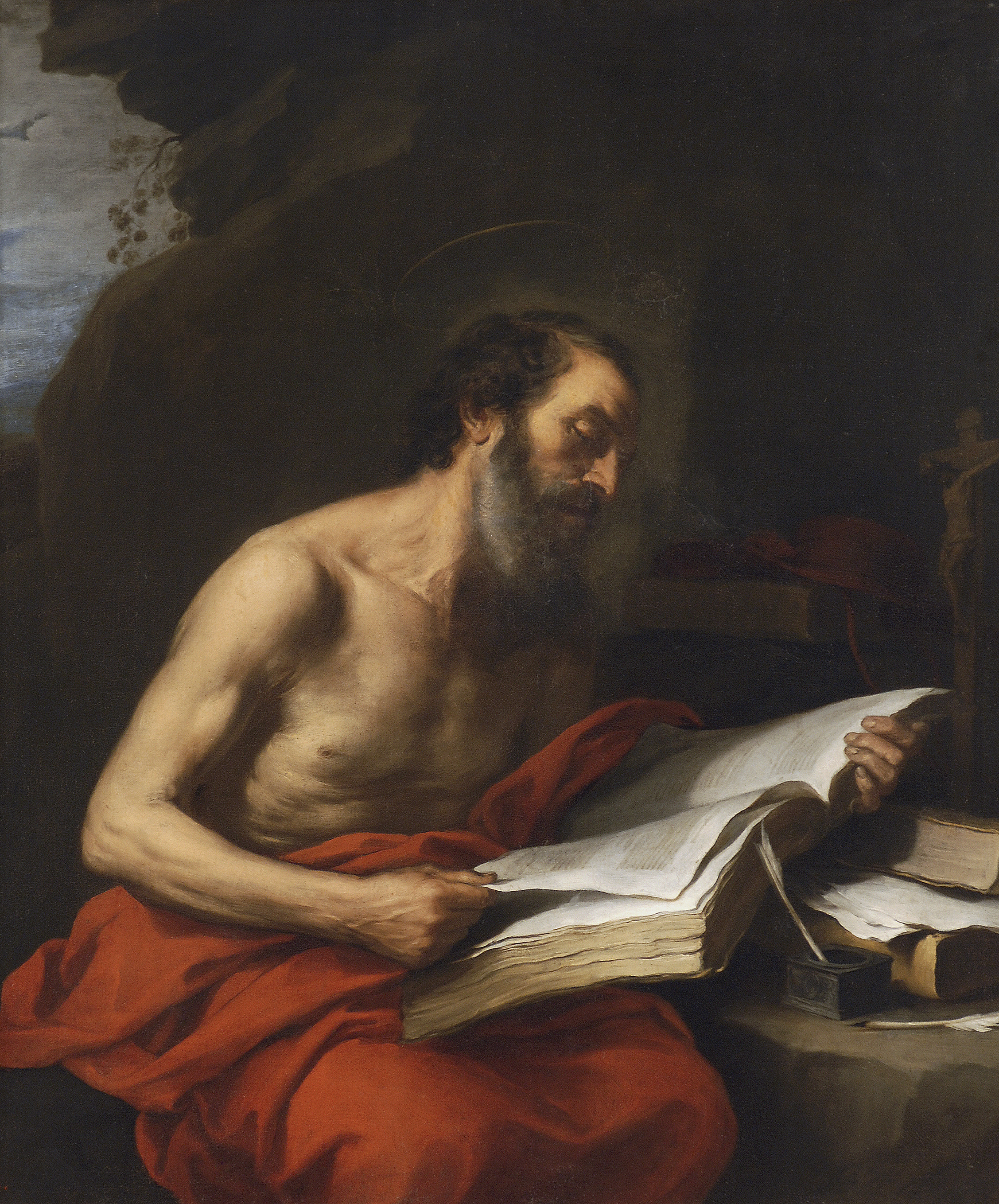
Bartolomé Esteban Murillo
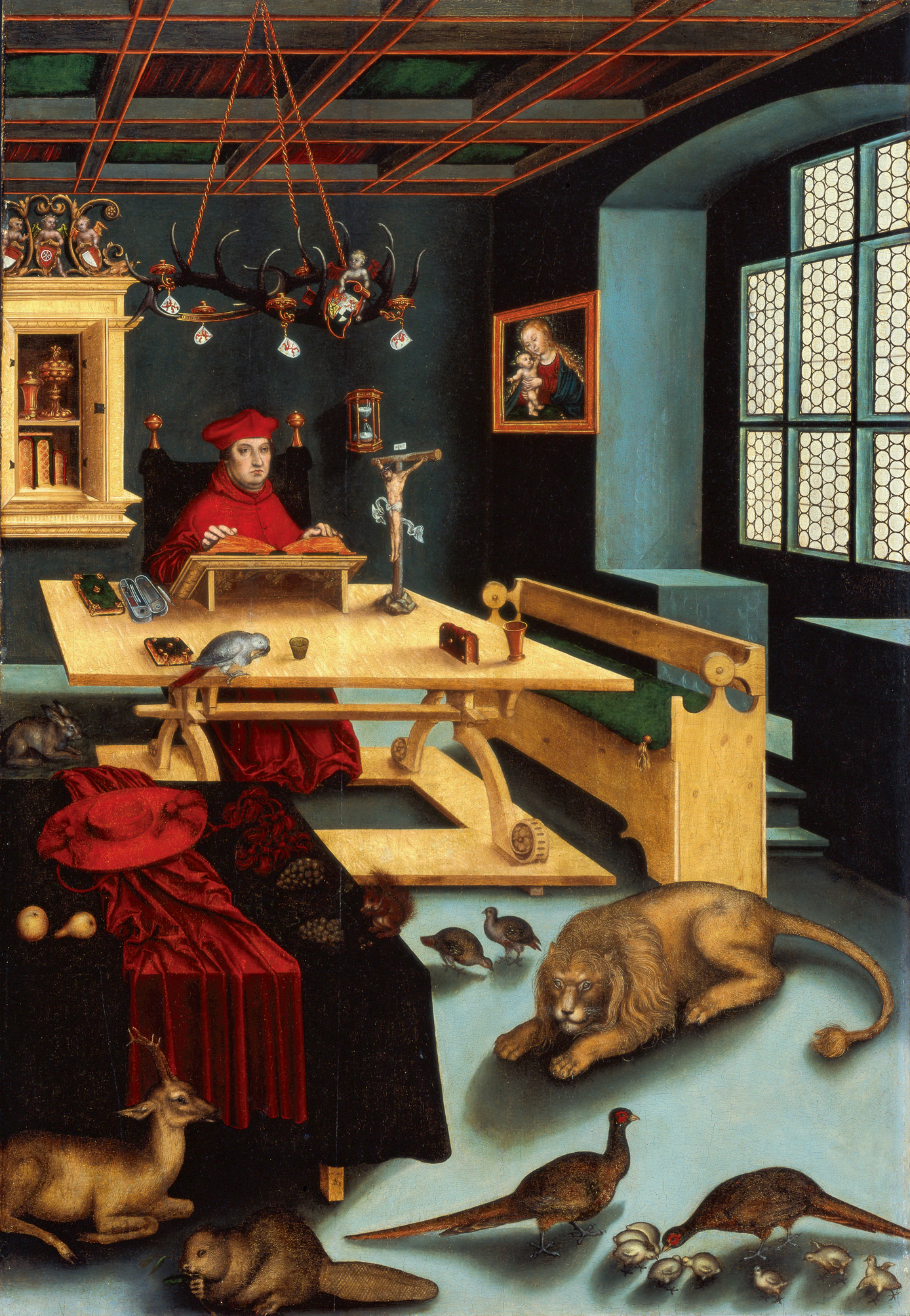
Idősebb Lucas Cranach

## Művei magyarul
- Jeronimus: Egyedülvalóságnak ékessége az az: Tebais-beli Szent Pál pátriárkának élete és halála; ford. Orosz Ferenc; Akadémiai Ny., Nagyszombat, 1754
- Első remete szent Pálnak szent Hieronymus írásából, többnyire ugyan ezen szent atyának tulajdon szavaival, magyar versekbe öszve szedett élete; Engel Ny., Pécs, 1786
- História az utolsó ítéletről. Szent Jeromos doctor után; Tichy Alajos, Nagyvárad, 1861
- Egy szép új ének melyben Sz. Hieronymus doktor az utolsó Ítéletkor, leendő rettenetes csudákat bizonyítván, melyeket régen az Úr Isten mint kedves tanítványának megjelentett, eképpen magyarázá; Véver Oszkár, Békés, 1900
- Remete Szent Pál élete; ford. Gyéressy Ágoston; Stephaneum Ny., Budapest, 1939
- Rajeczky Benjamin: A szüzességről. Olymposi Szt. Methodios, Szt. Ambrus, Szt. Jeromos, Szt. Ágoston műveiből; Szt. István Társulat, Budapest, 1944 (Keresztény remekírók)
- A kiváló férfiakról; in: Apostoli atyák, Szt. István Társulat, Budapest, 1980, ISBN 963-360-371-4, 16–91. o. elektronikus elérés
- "Nehéz az emberi léleknek nem szeretni". A keresztény életről, irodalomról és tudományról; ford., jegyz., utószó Adamik Tamás; Helikon, Budapest, 1991 (Harmonia mundi könyvek) ISBN 963-208-072-6
- Levelek, 1–2.; szerk. Takács László, ford. Adamik Tamás, Puskely Mária, Takács László; Szenzár, Budapest, 2005 ISBN 9789637014031, 1077 o.
- Az igaz hit védelmében; ford. Adamik Tamás, Takács László, Tuhári Attila; előszó, bev., jegyz. Takács László; Szt. István Társulat, Budapest, 2021 (Ókori keresztény írók)